# Diplazium maximum
Diplazium maximum är en majbräkenväxtart som först beskrevs av David Don och som fick sitt nu gällande namn av Carl Frederik Albert Christensen.
Diplazium maximum ingår i släktet Diplazium och familjen Athyriaceae. Inga underarter finns listade i Catalogue of Life.

## Bildgalleri

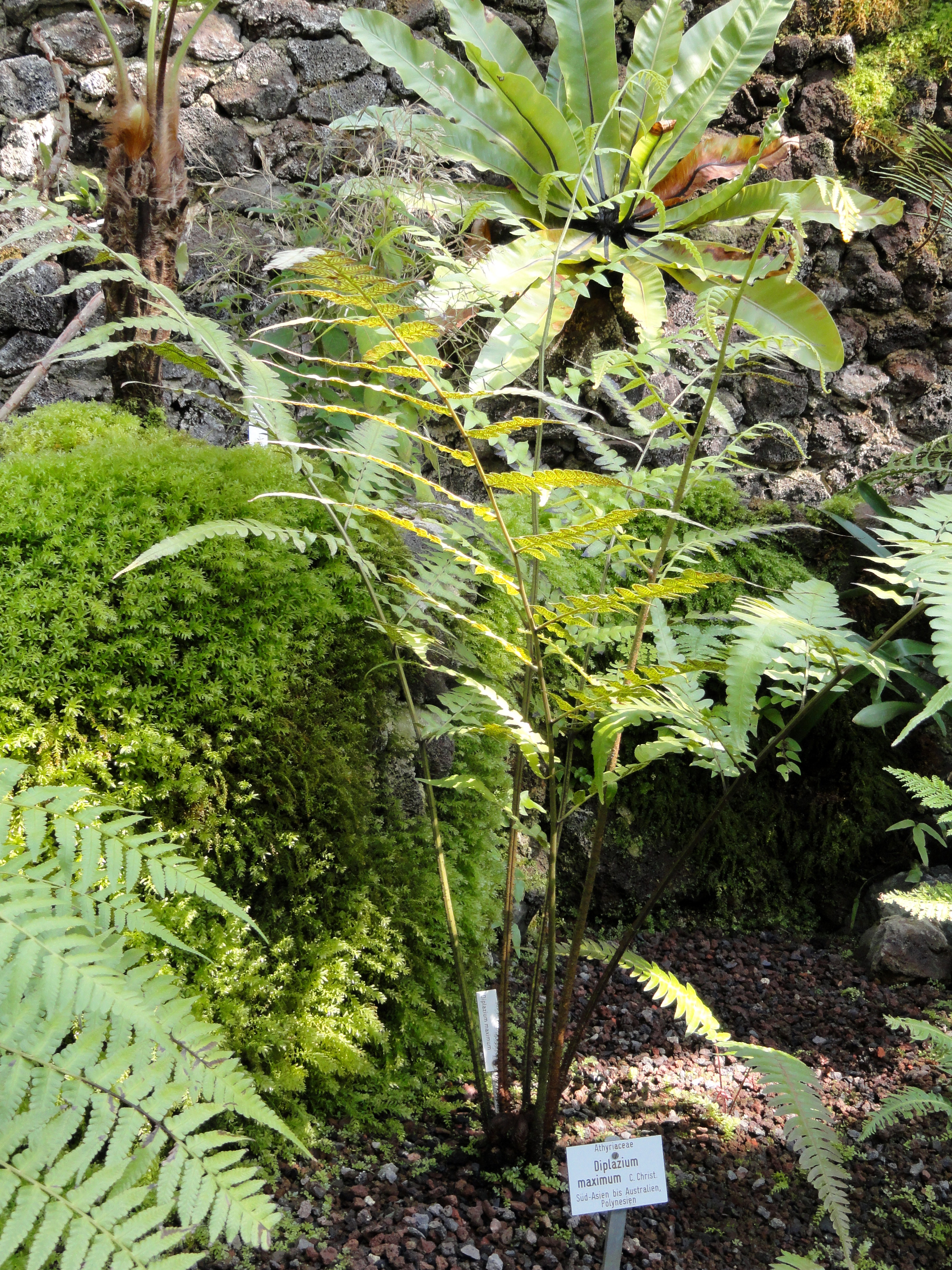